# Galleria di base del Semmering
La galleria di base del Semmering (in tedesco Semmering-Basistunnel) è la galleria ferroviaria che si sta costruendo in Austria tra Gloggnitz, nella Bassa Austria, e Mürzzuschlag, nella Stiria. Il fine di quest'opera è di evitare il valico del passo del Semmering, posto a 985 m s.l.m. La realizzazione della galleria rientra nel progetto del Corridoio Baltico-Adriatico e dovrebbe permettere la riduzione dei tempi di percorrenza tra le due località dagli attuali 45 minuti ai futuri 15. I lavori sono iniziati nel 2012 e la lunghezza del tunnel sarà di 27,3 chilometri.

## Percorso
Entrambe le canne corrono in un interasse regolare da 40 a 70 m e sono collegate tra loro da sezioni trasversali (distanza longitudinale intermedia: 500 m). Il tunnel occupa una pendenza longitudinale media dell'8,4‰. La velocità progettuale prevista è di 230 km/h.

## Storia

### Situazione iniziale
La sezione, della ferrovia Meridionale, da Gloggnitz fino a Mürzzuschlag, fu costruita tra il 1846 e il 1854.
Per le sue caratteristiche, come l'elevata acclività e la quasi totalità del percorso in curva, viene considerata storicamente come la prima ferrovia di montagna a scartamento normale. La sezione è nota anche come ferrovia del Semmering, dal nome del passo omonimo che viene valicato e che divide la Bassa Austria dalla Stiria.
Oggi, però, la ferrovia del Semmering è soggetta oggi a notevoli limitazioni operative: 
- La lunga durata del tragitto (circa un'ora da Wiener Neustadt a Mürzzuschlag) non è più concorrenziale rispetto all'auto soprattutto nel trasporto passeggeri.
- A causa della sagoma limite ridotta del tunnel non è possibile il trasporto combinato di merci (autostrada viaggiante) e l'impiego di carrozze a due piani nel traffico passeggeri.
- Poiché a causa dei forti dislivelli i treni merci pesanti devono essere guidati con locomotive ausiliarie o smontati in più parti, si creano complicazioni operative e costi aggiuntivi.
- La capacità della tratta è relativamente modesta a causa delle basse velocità imposte dagli stretti raggi delle curve.
- I numerosi edifici d'arte causano alti costi di manutenzione.
- Gli stretti raggi delle curve portano a una forte usura delle rotaie.
- Tra l'altro, a causa dell'adesione della Slovenia alla UE avvenuta nel 2004, cresce la domanda di servizi di trasporto su un corridoio europeo nord-sud.

### Vecchio progetto
A causa di queste circostanze tra il 1950 e il 1980 furono sviluppate molteplici varianti per la galleria di base sotto il passo del Semmering. In una conferenza stampa l'allora ministro dei trasporti Karl Lausecker nel 1983 presentò piani dettagliati per l'ampliamento della Ferrovia Occidentale e della Ferrovia Meridionale, inclusa una galleria di base del Semmering lunga 24 km fra Gloggnitz e Langenwang come parte di una tratta di nuova costruzione lunga 32 km. Per Mürzzuschlag avrebbe dovuto svilupparsi una stazione ferroviaria sotterranea a circa 70 m di profondità ed essere resa accessibile con ascensori.
Nel 1989 la prima galleria di base del Sommering fu progettata e presentata per la procedura di approvazione del tracciato, che aveva una lunghezza di 22,7 km e correva tra Gloggnitz e Mürzzuschlag. Questa galleria avrebbe dovuto ridurre la durata del percorso sulla Ferrovia Meridionale di almeno  30 minuti e superare le limitazioni tecniche della Ferrovia del Semmering, sulla quale dopo l'entrata in funzione della galleria avrebbe dovuto viaggiare soltanto il traffico regionale e del fine settimana. Nel 1991 fu approvato il decreto sul tracciato e nel 1994 seguì la decisione giuridica sull'approvazione della costruzione ferroviaria. Nel 1994 fu attivato un cunicolo esplorativo dal lato stiriano, che attraversava gli strati rocciosi che trasportavano le acque.

## Progettazione

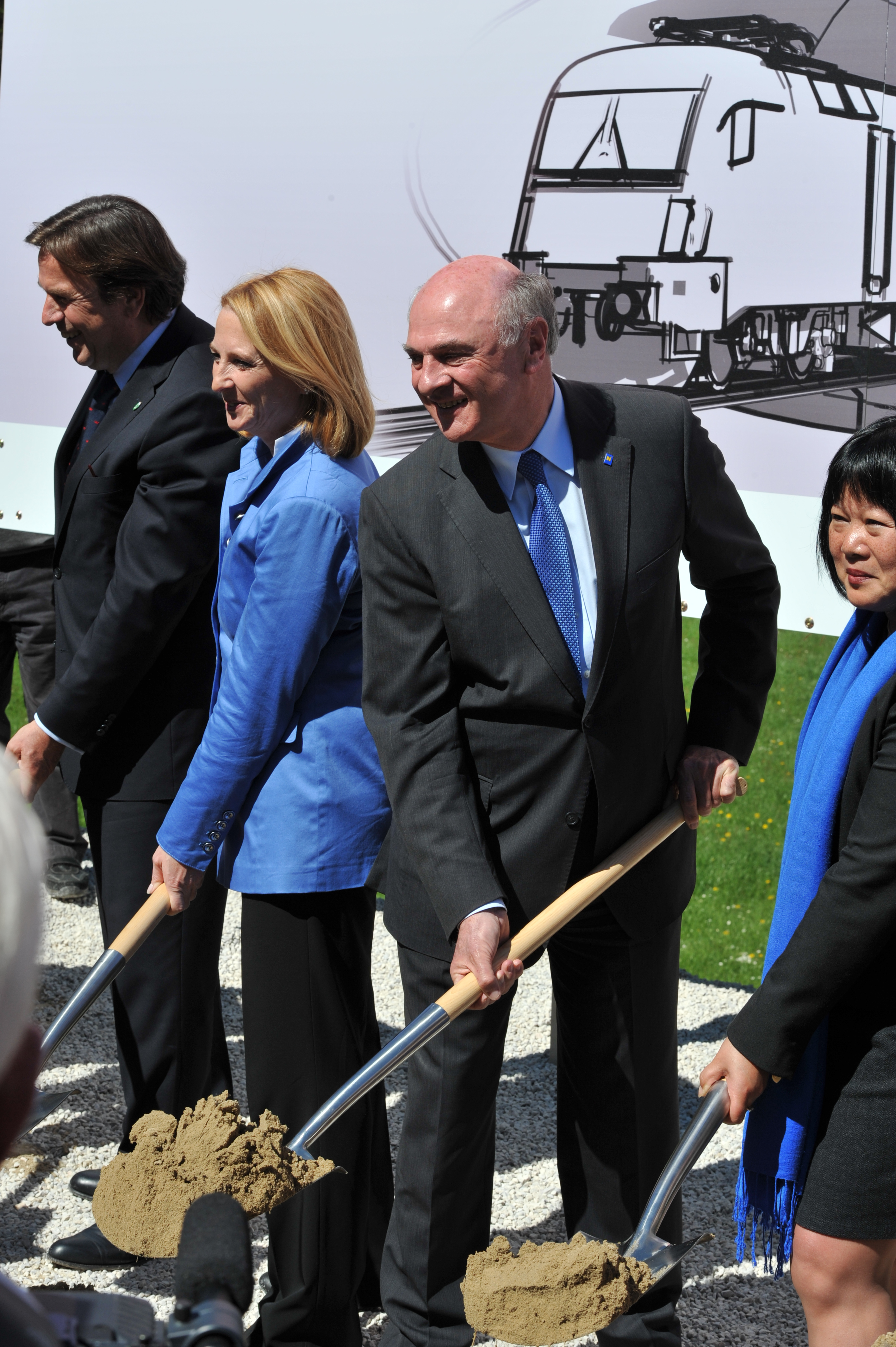
Il primo "colpo di pala" (da sinistra: Franz Voves, Doris Bures, Erwin Pröll, Desiree Oen)

Poiché a causa di dubbi giuridici di tutela ambientale per questo piano non era prevedibile alcun inizio dei lavori, dal marzo 2005 il progetto fu abbandonato. Dopo il bando di gara nel giugno 2005 furono ultimate nuove progettazioni nel 2010. Attraverso una galleria più lunga risultava una pendenza più lieve della tratta. Giacché anche la galleria di Koralm, progettata e nel frattempo messa in sicurezza, presenta solo una lieve pendenza, dopo l'ultimazione di entrambi i tunnel i treni merci potrebbero percorrere direttamente la tratta da Klagenfurt a Vienna senza restrizioni.
Dopo una selezione del tracciato, nell'aprile 2008 fu presentato dal ministro dei trasporti Werner Faymann (in seguito divenuto Cancelliere) e dal presidente della Bassa Austria Erwin Pröll con il "tracciato della Sella del Pfaffen" un tracciato della galleria a sud di quello precedente, che potesse essere approvato anche dal Land della Bassa Austria dopo i necessari collaudi. Questa variante presentava una lunghezza del percorso di 26,96 km e doveva rendere possibile anche dirigersi verso Mürzzuschlag. La differenza di altezza di 239,3 m tra Gloggnitz e Mürzzuschlag era superata con una pendenza massima dell'8,4 ‰.
Dopo numerose trivellazioni esplorative negli anni 2008-2009 furono apportate migliorie al progetto e il tracciato pianificato tra le località di Fröschnitzgraben e Grautschenhof fu deviato verso sud. Alla fine di maggio 2010 il progetto della galleria di base fu presentato per la valutazione d'impatto ambientale. Con un decreto del ministro dei trasporti Doris Bures il 30 maggio 2011 è stato concesso un permesso edilizio. Nel febbraio 2014, però, la concessione edilizia è stata revocata dalla Corte amministrativa austriaca (il Verwaltungsgerichtshof), in quanto quest'ultima ha sollevato eccezioni riguardo alla discarica dei materiali di copertura e ha criticato il fatto che nelle vicinanze di uno degli accessi al cantiere fossero state eseguite misurazioni del rumore soltanto accanto a una casa d'abitazione, ma non in punti diversi del relativo giardino. La ÖBB e il Ministero delle infrastrutture, malgrado il ritardo, intendono rispettare il cronoprogramma. La decisione della Corte è stata salutata con favore dal giornale Der Standard, la cui linea editoriale è schierata contro l'opera ferroviaria.

## Costruzione
Il 25 aprile 2012 ha avuto luogo a Gloggnitz la posa della prima pietra (il cosiddetto Spatenstich o "colpo di pala"). Le prime opere edili sono realizzate nelle zone a tracciato libero e comprendono tra l'altro la costruzione di ponti e strade, nonché le opere di ingegneria fluviale.
La galleria, lunga 27,3 chilometri, collegherà Gloggnitz e Mürzzuschlag con due canne parallele. Il tratto da costruire permetterà una velocità massima di 230 km/h.
Lo scavo della galleria è iniziato nel 2014. L'ultimo diaframma della galleria di base è caduto nel settembre 2023. Al 2023 l'apertura è prevista per il 2030.

## Critiche
Contro la galleria di base del Semmering ci sono obiezioni legate all'ecologia delle acque avanzate dall'organizzazione per la tutela del paesaggio "Alliance For Nature" e da alcuni comitati cittadini. Gli argomenti contro la galleria di base sono in sostanza:
- Incertezza sui cambiamenti della superficie freatica, possibile esaurimento di sorgenti importanti per l'approvvigionamento idrico. Attraverso la galleria del Semmering, secondo le dichiarazioni delle Ferrovie federali austriache, devono defluire dalla montagna fino a 38 milioni di litri di acqua al giorno.[13] Questo corrisponde a un ottantesimo della portata del fiume Schwarza vicino a Gloggnitz.[14]
- Degrado della zona di tutela paesaggistica Rax-Schneeberg, della zona di tutela europea Alpi Periferiche Nordoccidentali: Hohe Wand-Schneeberg-Rax e della zona patrimonio dell'umanità dell'UNESCO Ferrovia del Semmering
- Messa in dubbio della necessità trasportistica del progetto della galleria